# Kejklířka skvrnitá
Kejklířka skvrnitá (Mimulus guttatus) je žlutě kvetoucí vytrvalá rostlina, jeden ze dvou druhů rodu kejklířka, které byly do České republiky zavlečeny ze Severní Ameriky.

## Rozšíření
Rostlina pochází ze západních oblastí Spojených států amerických, odkud byla jako okrasná rostlina dovezena do Evropy, Jižní Ameriky i na Nový Zéland. Tam byla její semena roznesena ze zahrad do volné přírody, kde kejklířka skvrnitá, nemajíc přirozených nepřátel nebo zvláštních nároků na prostředí, zdomácněla. V Evropě volně roste na Britských ostrovech, ve Francii, Švýcarsku, Německu, Rakousku, Polsku, na severu Balkánu a východním směrem až řece Volze v Rusku a severním směrem po jih Švédska a Finska. V české přírodě byla prvně zaznamenána roku 1853 a od té doby se vyskytuje poblíž vodních toků hlavně v podhůří Šumavy (okolo horní Vltavy a Otavy), Krkonoš a Jizerských hor.
Nejčastěji roste na mokrých polostinných stanovištích s hlinitou, písčitou až kamenitou půdou, která může být občas i zaplavována. Pokud se dostane na stále vlhkou jílovitou půdu, snese i plné slunce. Vyrůstá na březích jezírek, řek, potoků, příkopů i kolem lesních cest; je ale choulostivá na znečištěnou vodu.

## Popis

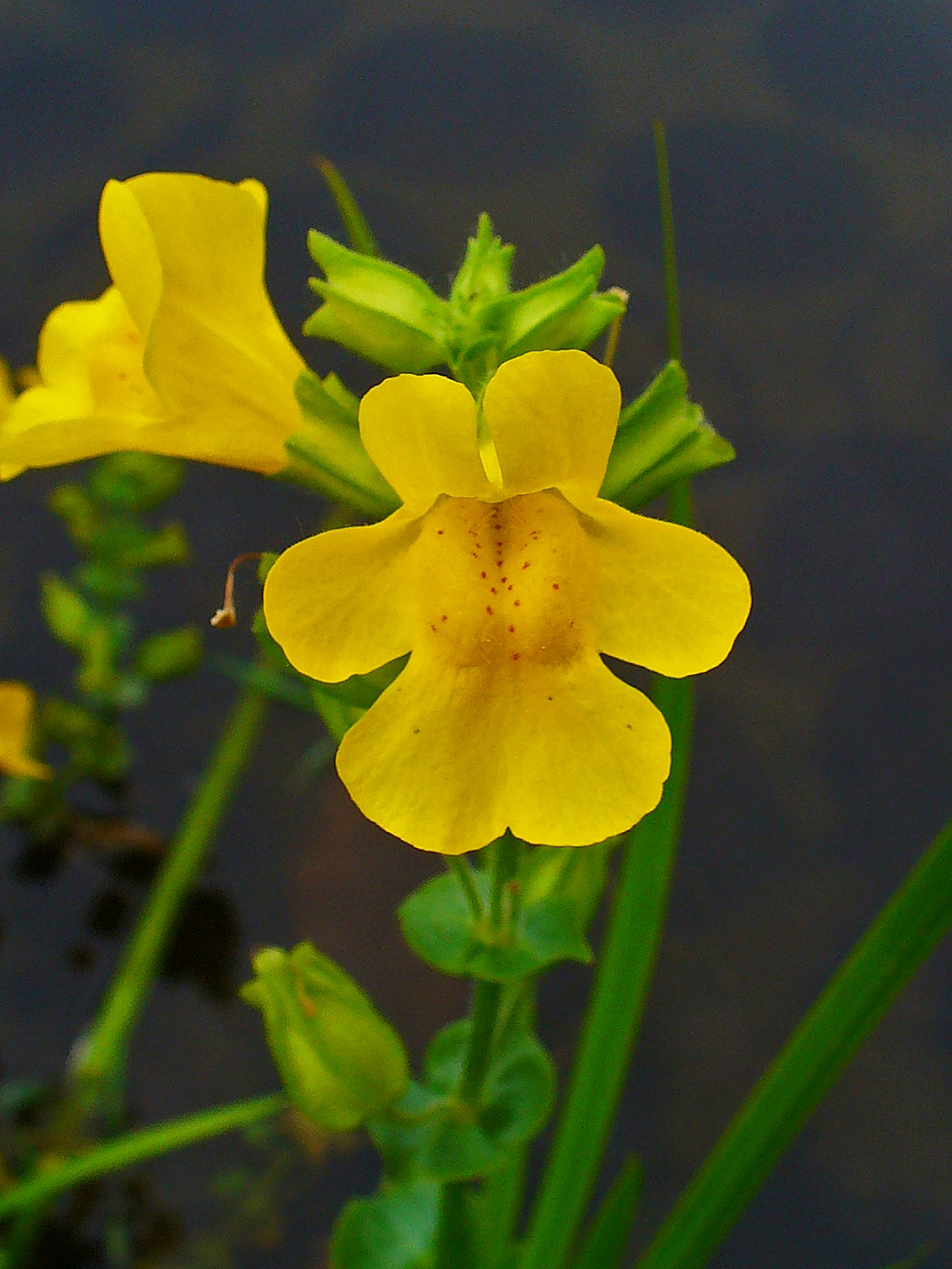
Kvetoucí rostlina

Vytrvalá bylina s lodyhou vysokou 20 až 50 cm, která vyrůstá z plazivého oddenku. Přímá nebo vystoupavá lodyha bývá často již od spodu rozvětvená, jen občas jednoduchá. Je dutá, ve spodní části oblá a holá, v horní čtyřhranná a porostlá žláznatými chloupky. Lodyha porůstá protistojnými listy asi 6 cm dlouhými a 3 cm širokými, jejich čepele jsou široce vejčité, na bázi okrouhlé nebo srdčité, na konci špičaté a po okrajích nestejně zubaté. Listy jsou ve spodní části lodyhy řapíkaté a v horní přisedlé a poloobjímavé.
Květy vyrůstají na stopkách z paždí listovitých listenů a vytvářejí tří- až sedmikvětý hrozen. Trubkovitý kalich s pěti trojhrannými laloky je dlouhý 8 až 17 mm, dva jeho horní laloky jsou delší než tři spodní, je slabě červeně skvrnitý a jemně chlupatý. Dvoupyská koruna, 25 až 40 mm dlouhá, má horní pysk se dvěma laloky a spodní pysk se třemi, horní jsou ohnuté nazpět a větší spodní směrem dolů. Laloky jsou zlatožluté, největší spodní střední je červeně tečkovaný. Ústí korunní trubky je načervenalé. V koruně jsou uzavřené čtyři, ke koruně přirostlé, dvoumocné tyčinky s tenkými nitkami a šípovitými prašníky. Úzký svrchní semeník s diskovitým nektariem má dlouhou čnělku s dvoulaločnou bliznou. Vykvétá v červenci až září, opylována bývá hmyzem.
Plodem je zelená, krátce stopkatá, široce podlouhlá, dvoupouzdrá tobolka dlouhá 7 až 12 mm, která je obalená do suchého kalichu. Otvírá se dvěma chlopněmi a obsahuje hnědá vejčitá semena asi 0,4 mm dlouhá, s jemně síťkovaným osemením. Semena mohou být rozšiřována i vodou.

## Význam
Rostlina se pěstuje ve vlhkých partiích okrasných zahrad, kde se rozmnožuje semeny vysévanými na jaře nebo měkkými řízky v létě. Ze starších rostlin lze odebírat také oddělky, mladší lodyhy ležící na zemi obvykle zakoření v uzlinách.
Obklad z drcených listů a stonků býval aplikován na rány, popáleniny i bolestí páteře. Výtažek z květů je i v ČR dodnes nabízen jako lék proti strachu, úzkosti a negativním emocím v běžném životě (Bachova květová terapie).
Přestože se jedná o rostlinný druh, který unikl ze zahrad do volné krajiny, kde dokáže přežít a dále se šířit, není pro svou malou konkurenceschopnost a nepatrnou agresivitu nebezpečím pro domácí floru. Je důležitým modelovým organismem při genetickém a ekologickém výzkumu.